# 紐約影評人協會
紐約影評人協會（英語：The New York Film Critics Circle）是一个電影評論組織，位於美國紐約州紐約。紐約影評人協會建立於1935年，成員包含紐約地區的報紙、週刊、雜誌的影評人。

## 奖项设置
每年1月上旬，紐約影評人協會頒發紐約影評人協會獎，紐約影評人協會獎是重要的奧斯卡獎風向球之一。目前的固定獎項有：
- 纽约影评人协会奖最佳男主角
- 纽约影评人协会奖最佳女主角
- 纽约影评人协会奖最佳动画片
- 纽约影评人协会奖最佳摄影
- 纽约影评人协会奖最佳导演
- 纽约影评人协会奖最佳影片
- 纽约影评人协会奖最佳外语片
- 纽约影评人协会奖最佳剧本
- 纽约影评人协会奖最佳男配角
- 纽约影评人协会奖最佳女配角
- 纽约影评人协会奖最佳纪录片（1980—1997）

## 歷年獎項
- 2007年纽约影评人协会奖
- 2008年纽约影评人协会奖
- 2009年纽约影评人协会奖
- 2010年纽约影评人协会奖
- 2011年纽约影评人协会奖
- 2012年纽约影评人协会奖
- 2013年纽约影评人协会奖
- 2014年纽约影评人协会奖

## 外部連結
- （英文） 官方网站